# Beverly Hills Cop III
Beverly Hills Cop III (conocida en España como Superdetective en Hollywood III y en Hispanoamérica como Un detective suelto en Hollywood III) es una comedia estadounidense del año 1994 dirigida por John Landis y con Eddie Murphy como protagonista. La película es una continuación de Beverly Hills Cop de 1984 y Beverly Hills Cop II de 1987.

## Argumento
El superior de Axel, Todd y Axel Foley mismo realizan una redada en un taller de coches ilegales en Detroit. Los mecánicos del taller le habían proporcionado una camioneta llena de papel de banco al jefe de seguridad del parque de atracciones "Wonderworld", Ellis DeWald. Cuando DeWald pretende volver a Los Ángeles se encuentra en el taller con Foley y sus hombres y se produce una batalla de balas entre el equipo de Foley y los criminales. Todd, el superior de Foley acaba malherido y muere. A continuación los asesinos huyen y Foley los persigue en su coche, pero se le escapan debido a que es retenido por Steve Fullbright, agente de los servicios secretos. Foley y sus hombres al buscar pistas encuentran indicios en las toallas en las que los falsificadores de dinero guardaban sus armas y averiguan que se dirigen hacia Los Ángeles.
Cuando llega a Beverly Hills se produce un reencuentro con su amigo William Rosewood que entretanto había sido ascendido a Sargento Detective en el departamento de policía de Beverly Hills. Rosewood le presenta al Detective Jon Flint, conocido de Ellis DeWald. A través de él consigue colarse al parque de atracciones y conversar con los empleados, conociendo así a Janice.
De vuelta a su habitación de hotel se encuentra con Dave Thornton (tío Dave), el fundador del parque traído por Janice, que le comenta que el encargado de construcción de "Wonderworld" había desaparecido de una forma muy misteriosa dejando solamente una nota: "De vida o muerte, Roger"
Foley regresa al parque para averiguar más acerca del tema, pero cuando es reconocido por DeWald, éste lo manda a disparar. El policía logra escapar y descubre el negocio de falsificación de dinero en viejos trenes del parque. A partir de ese momento se produce una persecución espectacular en la que salva dos niños de una atracción defectuosa que fue parada por los hombres de DeWald. Finalmente Foley es llevado junto al jefe del parque Orrin Sanderson, que sin embargo resulta ser cómplice de DeWald.
Llega la policía con sus amigos Flint y Rosewood y el agente Fullbright. Foley le cuenta lo de la máquina para falsificar dinero y les piden a los criminales a encenderla. Sin embargo no contaban con que los bandidos habían intercambiado el modelo y la máquina solamente realizaban impresos de billetes infantiles "Wonderworld". Fullbright disgustado pide a nuestro protagonista que abandone la ciudad y éste logra escapar del vehículo de Flint camino al aeropuerto. Organiza un encuentro con Dave por la noche en el cual se da cuenta de que la nota que había dejado el ex-encargado de construcción era papel de banco.
De repente aparece DeWald y dispara a Dave. Foley una vez más logra huir y lleva a Dave al hospital. Cuando llama al parque para avisar a Janice, ya es tarde y la tiene atrapada DeWald. El policía parte inmediatamente a salvarla y la batalla final se produce en el "Alien Attack" (ataque extraterrestre), y los trenes de "Land of Dinosaurs" (mundo de dinosaurios). Acaba con el malvado viendo la impresión de los billetes de Axel "Kiss My Ass" pero aparece Fullbright y Foley nota que él es el cerebro de toda la banda delincuente. Se producen más disparos y finalmente acaban con Fullbright.
Al otro día celebran todos juntos el alta de Dave y aparece la nueva figura de Axel Fox. Janice y Axel acaban juntos.

## Reparto
- Eddie Murphy: Detective Axel Foley
- Judge Reinhold: Det. Sgt. William "Billy" Rosewood
- Héctor Elizondo: Detective Jon Flint
- Timothy Carhart: Ellis DeWald
- John Saxon: Orrin Sanderson
- Theresa Randle: Janice
- Stephen McHattie: Agente Steve Fullbright
- Bronson Pinchot: Serge
- Alan Young: Tio Dave Thornton
- Jon Tenney: Levine
- Joey Travolta: Giolito
- Eugene Collier: Leppert
- Jimmy Ortega: Rondell
- Ousaun Elam: Pederson
- Ray Lykins: Nixon
- Tim Gilbert: McKee
- Rick Avery: Cline
- Gilbert R. Hill: Inspector Douglas Todd

## Críticas
James Berardinelli describió la película como un intento poco inspirador de volver a alcanzar la popularidad del protagonista Eddie Murphy de los años 80. Le aplaudió solamente al papel secundario de Bronson Pinchot.
Joe Brown en cambio alabó en el periódico Washington Post del 27 de mayo de 1994 la interpretación de Eddie Murphy aunque también la describió como insincera.

## Estrenos
| País                                                                          | Fecha de estreno                   |
| ----------------------------------------------------------------------------- | ---------------------------------- |
| Alemania                                                                      | Jueves 4 de agosto de 1994         |
| Argentina                                                                     | Miércoles 29 de junio de 1994      |
| Australia                                                                     | Jueves 16 de junio de 1994         |
| Austria                                                                       | Viernes 5 de agosto de 1994        |
| Bélgica                                                                       | Miércoles 17 de agosto de 1994     |
| Belice · Costa Rica · El Salvador · Guatemala · Honduras · Nicaragua · Panamá | Viernes 1 de julio de 1994         |
| Brasil                                                                        | Viernes 29 de julio de 1994        |
| Bulgaria                                                                      | Viernes 26 de agosto de 1994       |
| Chile                                                                         | Jueves 18 de agosto de 1994        |
| Chipre                                                                        | Viernes 7 de octubre de 1994       |
| Colombia                                                                      | Jueves 4 de agosto de 1994         |
| Corea del Sur                                                                 | Sábado 3 de septiembre de 1994     |
| Croacia                                                                       | Jueves 15 de septiembre de 1994    |
| Dinamarca                                                                     | Viernes 12 de agosto de 1994       |
| Ecuador                                                                       | Viernes 19 de agosto de 1994       |
| Egipto                                                                        | Lunes 12 de diciembre de 1994      |
| Eslovenia                                                                     | Jueves 4 de agosto de 1994         |
| España                                                                        | Viernes 19 de agosto de 1994       |
| Estados Unidos · Canadá                                                       | Miércoles 25 de mayo de 1994       |
| Filipinas                                                                     | Miércoles 21 de septiembre de 1994 |
| Finlandia                                                                     | Viernes 22 de julio de 1994        |
| Francia                                                                       | Miércoles 17 de agosto de 1994     |

| País                         | Fecha de estreno                 |
| ---------------------------- | -------------------------------- |
| Grecia                       | Viernes 7 de octubre de 1994     |
| Hong Kong                    | Jueves 23 de junio de 1994       |
| Hungría                      | Jueves 11 de agosto de 1994      |
| India                        | Viernes 11 de noviembre de 1994  |
| Indonesia                    | Jueves 4 de agosto de 1994       |
| Israel                       | Viernes 29 de julio de 1994      |
| Italia                       | Viernes 16 de septiembre de 1994 |
| Japón                        | Viernes 23 de septiembre de 1994 |
| Líbano                       | Viernes 12 de agosto de 1994     |
| Malasia                      | Jueves 11 de agosto de 1994      |
| México                       | Viernes 24 de junio de 1994      |
| Noruega                      | Viernes 26 de agosto de 1994     |
| Nueva Zelanda                | Viernes 24 de junio de 1994      |
| Países Bajos                 | Jueves 4 de agosto de 1994       |
| Perú                         | Miércoles 29 de junio de 1994    |
| Polonia                      | Viernes 12 de agosto de 1994     |
| Portugal                     | Viernes 2 de septiembre de 1994  |
| Reino Unido Irlanda          | Viernes 24 de junio de 1994      |
| República Checa · Eslovaquia | Jueves 11 de agosto de 1994      |
| República Dominicana         | Jueves 11 de agosto de 1994      |
| Rumania                      | Viernes 26 de agosto de 1994     |
| Singapur                     | Jueves 11 de agosto de 1994      |
| Sudáfrica                    | Viernes 22 de julio de 1994      |
| Suecia                       | Viernes 2 de septiembre de 1994  |
| Suiza                        | Viernes 19 de agosto de 1994     |
| Tailandia                    | Viernes 22 de julio de 1994      |
| Taiwán                       | Viernes 9 de julio de 1994       |
| Turquía                      | Viernes 2 de septiembre de 1994  |
| Uruguay                      | Viernes 1 de julio de 1994       |
| Venezuela                    | Martes 5 de julio de 1994        |

## Secuela
La cuarta entrega de la franquicia se anunció inicialmente para su lanzamiento a mediados de la década de 1990, bajo la producción de la propia compañía de producción de Eddie Murphy "Eddie Murphy Productions", aunque la producción se canceló años más tarde. Se volvió a anunciar en 2006, cuando el productor Jerry Bruckheimer anunció su intención de resucitar la serie de películas, aunque finalmente renunció a su opción de producir la película, en lugar de pasar las tareas de producción a Lorenzo di Bonaventura.En septiembre de 2006, se le presentó a Murphy un guion, con varios borradores anteriores, de quien se informó que estaba "muy feliz" con el bosquejo que se describió como un intento de recuperar la "sensación del original". Murphy admitió que una de sus motivaciones para hacer una cuarta película de Beverly Hills Cop fue compensar el hecho de que la tercera película fue "horrible" y que "no quería irse (de la serie) así".
En mayo de 2008, el director de Rush Hour, Brett Ratner, fue nombrado oficialmente director, quien prometió que la película regresaría bajo la calificación "R" de la serie, en lugar de como un rumoreado PG-13. Michael Brandt y Derek Haas fueron contratados como guionistas para mejorar el guion existente en julio de 2008, y completaron un nuevo guion bajo el título de trabajo Beverly Hills Cop 2009, que vería a Foley regresar a Beverly Hills para investigar el asesinato de su amigo Billy Rosewood. El guion finalmente fue rechazado, dejando a Ratner para trabajar en una nueva idea. En una entrevista con la revista Empire, Ratner declaró: 

"Estoy trabajando muy duro en el cuarto. Es muy difícil, especialmente porque había tres antes. Estamos tratando de descubrir algunas cosas importantes, como ¿por dónde empezar? ¿Es Axel? ¿está retirado? ¿Está en Beverly Hills? ¿Está de vacaciones? ¿Judge Reinhold regresa como el adorable Billy Rosewood? Muchas preguntas que resolver, pero espero tener un guión antes de que la película desaparezca de nuestra existencia".

Murphy se comprometió con el proyecto, no se confirmó si los otros actores principales de la serie, Judge Reinhold, John Ashton, Ronny Cox o Bronson Pinchot también regresarían, aunque Ratner declaró a fines de 2009 que estaba tratando de convencer a Reinhold y Ashton para repetir sus papeles. "Axel F" de Harold Faltermeyer, sin embargo, definitivamente regresaría para la cuarta entrega propuesta, con Ratner citado diciendo "Volverá pero será una interpretación completamente nueva". El 15 de noviembre de 2010, Ratner declaró en una entrevista con MTV que todavía existía la posibilidad de que hicieran una cuarta película, pero que no sería "en el corto plazo".
El 1 de octubre de 2019, en una entrevista con Collider, Murphy confirmó que la producción en Beverly Hills Cop IV comenzará una vez que finalice la filmación de Coming 2 America. El 14 de noviembre de 2019, Deadline Hollywood anunció que Paramount Pictures hizo un acuerdo de licencia única con una opción para una secuela de Netflix para crear la cuarta película.

## Premios
- La producción y el director John Landis fueron nominados en el año 1995 para el Premio Golden Raspberry.